# جایزه بزرگ آفریقای جنوبی ۱۹۷۷
جایزه بزرگ آفریقای جنوبی ۱۹۷۷ (انگلیسی: ‎1977 South African Grand Prix‎) یک مسابقهٔ موتوری در رشتهٔ اتومبیل‌رانی فرمول یک بود که در تاریخ ۵ مارس ۱۹۷۷ در کیالامی واقع در استان ترانسفال، آفریقای جنوبی برگزار شد. این گراند پری در میان ۱۷ گراند پری در فصل ۱۹۷۷، مسابقهٔ شمارهٔ ۳ بود.
در این مسابقه که در ۷۸ دور و به مسافت ۳۲۰٫۱۱۲ کیلومتر (۱۹۸٫۹۰۸ مایل) برگزار شد، پول پوزیشن توسط جیمز هانت کسب شد و سریع‌ترین زمان برای طی یک دور پیست که برابر با ۱:۱۷٫۶۳ بود نیز توسط جان واتسون به ثبت رسید.
نیکی لائودا از تیم فراری، جودی شکتر از تیم ولف-فورد و پاتریک دیپلر از تیم تایرل-فورد به‌ترتیب مقام‌های اول تا سوم مسابقه را کسب کردند.

## رده‌بندی قهرمانی پس از مسابقه
| جایگاه | راننده        | امتیاز |
| ------ | ------------- | ------ |
| ۱      | جودی شکتر     | ۱۵     |
| ۲      | کارلوس روتمان | ۱۳     |
| ۳      | نیکی لائودا   | ۱۳     |
| ۴      | جیمز هانت     | ۹      |
| ۵      | کارلوس پیس    | ۶      |
| منبع:  |               |        |

| جایگاه | سازنده            | امتیاز |
| ------ | ----------------- | ------ |
| ۱      | فراری             | ۲۲     |
| ۲      | ولف-فورد          | ۱۵     |
| ۳      | مک‌لارن-فورد       | ۹      |
| ۴      | برابام-آلفا رومئو | ۷      |
| ۵      | فیتیپالدی-فورد    | ۶      |
| منبع:  |                   |        |

یادداشت
- تنها پنج جایگاه نخست از هر رده‌بندی نمایش داده شده است.